# TSC Industries, Inc. v. Northway, Inc.
TSC Industries, Inc. v. Northway, Inc. (1976), foi um caso no qual a Suprema Corte dos Estados Unidos articulou a exigência de materialidade em casos de fraude de valores mobiliários.